# The Sinister Urge (film)
The Sinister Urge is een Amerikaanse misdaadfilm uit 1961. De film werd geschreven, geproduceerd en geregisseerd door Edward D. Wood Jr.

## Verhaal
De film draait om een aantal moorden op jonge vrouwen. De moordenaar, Dirk, werkt voor een pornograaf genaamd Johnny Ryde. Het is duidelijk dat Dirk’s moordlustige neigingen rechtstreeks het gevolg zijn van het zien van veel pornografische plaatjes en films. Dit wordt zowel door Ryde’s baas, Gloria Henderson, als de politie bevestigd.
De film bereikt zijn climax wanneer Gloria en Ryde proberen zich van Dirk te ontdoen door hem in een auto te zetten met kapotte remmen. Dirk overleeft de aanslag, en dwingt Ryde om Gloria te chanteren. Dirk vermoord vervolgens Ryde, maar wordt uiteindelijk zelf neergeschoten door Gloria.

## Rolverdeling
| Acteur            | Personage        |
| ----------------- | ---------------- |
| Kenne Duncan      | Lt. Matt Carson  |
| Duke Moore        | Sgt. Randy Stone |
| Jean Fontaine     | Gloria Henderson |
| Carl Anthony      | Johnny Ryde      |
| Dino Fantini      | Dirk Williams    |
| Jeanne Willardson | Mary Smith       |
| Harvey B. Dunn    | Mr. Romaine      |
| Reed Howes        | Police Inspector |
| Fred Mason        | Officer Kline    |
| Conrad Brooks     | Connie           |

## Achtergrond
De film werd gebruikt voor aflevering 613 van de cultserie Mystery Science Theater 3000.
De titel van de film is gelijk aan de naam van een album van Rob Zombie, die erom bekendstaat een passie te hebben voor horror b-films.